# Maria Luise Thurmair

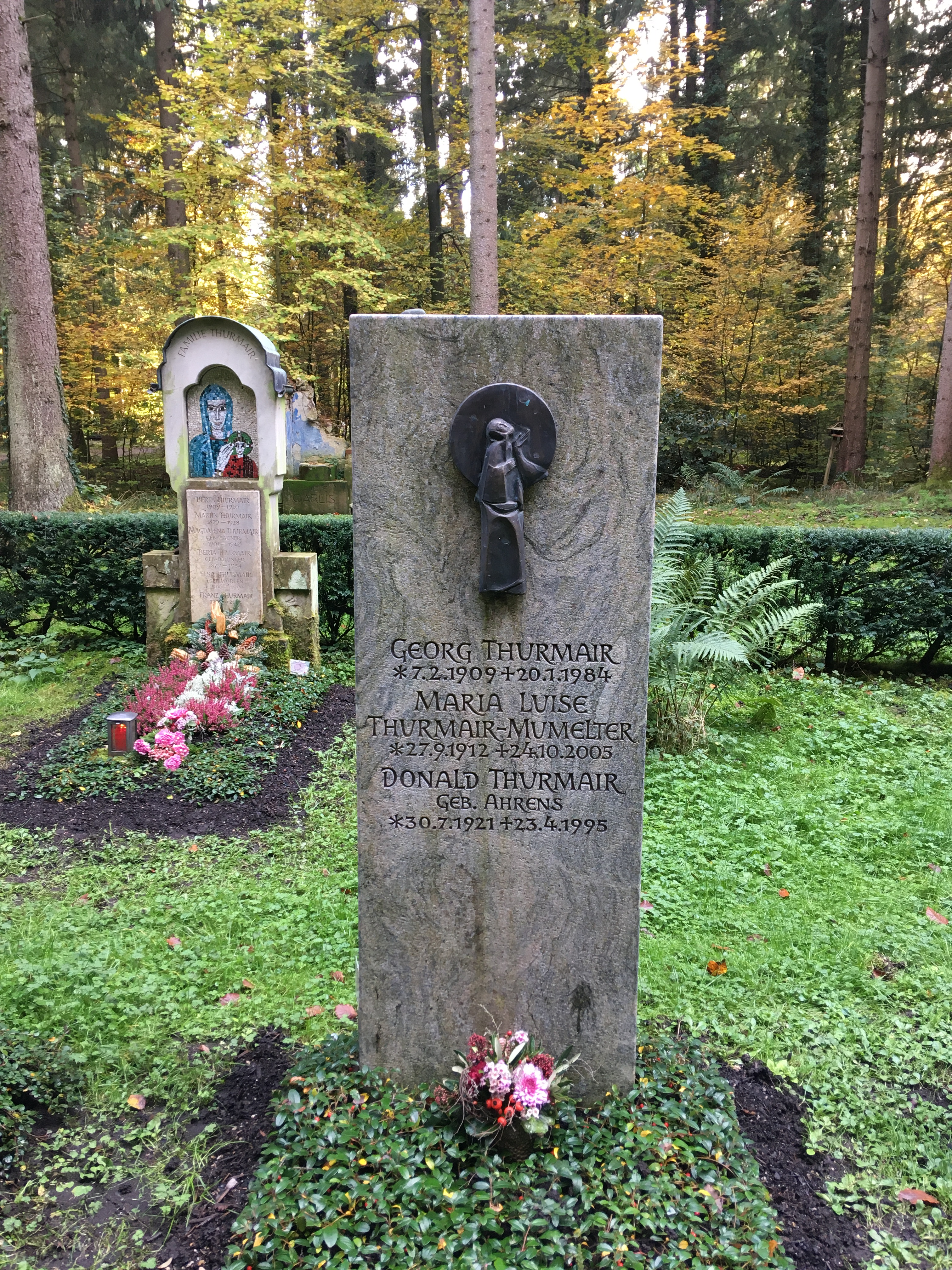
Familiengrab Thurmair auf dem Münchner Waldfriedhof, Alter Teil (Nr. 118-1-9)

Maria Luise Thurmair, geborene Mumelter, auch Maria-Luise Thurmair-Mumelter (* 27. September 1912 in Bozen (Südtirol); † 24. Oktober 2005 in Germering bei München), war eine österreichisch-deutsche katholische Theologin, Schriftstellerin und Kirchenlieddichterin aus Südtirol.

## Herkunft und Werdegang
Maria Luise Thurmairs Vater war Ernst Mumelter, österreichischer Bezirkshauptmann in Bozen; ihre Mutter Itha-Maria Tschurtschenthaler von Helmheim lebte von 1877 bis 1963. Politischer Druck erzwang die Umsiedlung der Familie nach Innsbruck. Dort bestand sie ihre Matura, studierte Philosophie, Germanistik und Geschichte, hörte aber auch Vorlesungen in Kunstgeschichte und Theologie, unter anderem Vorlesungen zu Liturgik bei dem Jesuiten Josef Andreas Jungmann. Mit einer Arbeit über Irene von Byzanz wurde sie 1936 zum Dr. phil. promoviert. Von 1939 bis 1945 war sie als Bibliothekarin tätig.

## Privates
Im Jahr 1941 heiratete sie den Münchner Schriftsteller und Kirchenlieddichter Georg Thurmair (1909–1984). Das Paar hatte sechs Kinder und lebte seit 1956 in München. Maria Luise Thurmair-Mumelter starb am 24. Oktober 2005 in Germering bei München.

## Werk
Maria Luise Thurmair tat sich in der katholischen Jugendbewegung hervor, besonders in der liturgischen Bewegung. Während der Kriegsjahre begann sie, am Innsbrucker Kirchengebetbuch Gotteslob mitzuarbeiten. Ab 1963 war sie Mitglied der Kommission für das Katholische Einheitsgesangbuch. Auch an der Gestaltung mehrerer deutscher Diözesangebet- und -gesangbücher war sie beteiligt. Später folgten die Mitarbeit an Singende Gemeinde, am Kirchenlied, die Übersetzung monastischer Hymnen und eine Reihe von Büchern. Mit der Familie hielt sie sich zu einer Gemeinde, in der die Oratorianer sowie ein weiterer Priester bereits früh die Messen auf Deutsch zelebrierten und wo „die Gemeinde deutsche Kirchenlieder sang“.
Während des Krieges erschienen 1946 die Liebesgespräche im Krieg, ein lyrischer Dialog zwischen Georg und Maria Luise, neuaufgelegt 1981 im Aventinus-Verlag.
Sie leistete umfangreiche Vortragstätigkeit zu Fragen von Glauben, Ehe, Kirchenjahr, Erstkommunion und religiöser Erziehung; und seit 1963 die Mitarbeit am Gotteslob, dem Gebet- und Gesangbuch aller deutschsprachigen katholischen Bistümer (außer Schweiz und Liechtenstein). 27 Lieder finden sich im Stammteil der 2013 erschienenen Neuauflage des Gotteslobs; in der 1975er Ausgabe waren es noch 44 gewesen. Von ihr selbst stammen 38 Liedtexte. Kein anderer Lieddichter ist im Gotteslob so oft vertreten wie sie. In der Hauptkommission zur Vorbereitung des Gesang- und Gebetbuchs war sie die einzige Frau. Auch in das Evangelische Gesangbuch (EG) wurden mehrere ihrer Lieder aufgenommen, im Stammteil sind dies die Lieder unter den Nummern 178.6, 178.7, 178.8 (Advents-, Oster- und Pfingst-Kyrie), 227 (Dank sei dir, Vater, für das ewge Leben), daneben gibt es in vielen Regionalteilen weitere Lieder. Sodann ist sie mit vier Liedern auch im Gesangbuch der Evangelisch-methodistischen Kirche vertreten.

## Auszeichnungen und Ehrungen
Papst Paul VI. zeichnete sie 1977 mit dem Orden Pro Ecclesia et Pontifice aus.

## Werke (Auswahl)

### Prosa
- Die Brautfahrt der Jungfrau Engratis. 1948.
- Im Glanz der Liebe. 1949.
- Sieg der Liebe. 1954.
- Gabe Gottes. 1954.
- Die heilige Hedwig. 1954.
- Fünf Paar Kinderschuhe. 1957.

### Lyrik
- Liebesgespräche. 1956.
- Lieder der Tröstung. 1957.

### Liedtexte imGotteslob
- — (alt: 552) Alles Leben ist dunkel
- — (alt: 175) Christus, Gotteslamm (Kyrie-Ruf)
- 484 (alt: 634) Dank sei dir, Vater, für das ewge Leben
- — (alt: 544) Das Geheimnis lasst uns künden (nach Pange lingua)
- 395 (alt: 261) Den Herren will ich loben (nach dem Magnificat)
- 347 (alt: 249) Der Geist des Herrn erfüllt das All
- 164 (alt: 485) Der in seinem Wort uns hält (Kyrie-Ruf)
- — (alt: 274) Dich will ich rühmen, Herr und Gott (nach Ps 145 EU)
- 183 (alt: 533) Dir Vater Lobpreis werde
- 348 (alt: 248, 2–4) Du heller Schein, du lebendig Licht
- 773 (Würzburg; alt: 185) Du schweigst, Herr (Kreuzweg-Lied)
- 268 (alt: 164) Erbarme dich, erbarm dich mein (nach Ps 51 EU)
- 882 (Würzburg; alt: 610) Gelobt sei Gott in aller Welt
- 160 (alt: 524) Gott des Vaters ewger Sohn (Kyrie-Ruf)
- 354 (alt: 489) Gott ist dreifaltig einer (Credo-Lied)
- — (alt: 613) Gott sei durch euch gepriesen
- 427 (alt: 289) Herr, deine Güt ist unbegrenzt (nach Psalm 36)
- 428 (alt: 292) Herr, dir ist nichts verborgen (nach Ps 139 EU) – auch im Gesangbuch der Evangelisch-methodistischen Kirche
- — (alt: 458) Herr, Gott im Himmel, dir sei Ehre (nach dem Gloria)
- - (alt: 518) Herr Jesus, König ewiglich (Kyrie-Strophen)
- 880 (Würzburg; alt: 612) Herr, sei gelobt durch deinen Knecht
- 449 (alt: 998/2 Würzburg) Herr, wir hören auf dein Wort
- 384 (alt: — ) Hoch sei gepriesen unser Gott (nach Lk 1,68–79 (Benedictus))
- 467 (alt: 259, 2–5) Ihr Sonnen und Monde (nach Ps 148 EU)
- — (alt: 611) In Jubel, Herr, wir dich erheben
- — (alt: 275) König ist der Herr (nach Psalm 99) – auch im Gesangbuch der Evangelisch-methodistischen Kirche
- 344 (alt: 244) Komm herab, o Heilger Geist (nach Veni Sancte Spiritus)
- — (alt: 568) Komm, Herr Jesu, komm
- 349 (alt: 250) Komm, o Tröster, Heilger Geist
- 540 (alt: 607) Laßt uns den Engel preisen
- 159 (alt: 129) Licht, das uns erschien (Kyrie-Ruf)
- 850 (Würzburg; alt: 545) Lobe, Zion, deinen Hirten (nach Lauda Sion)
- 530 (alt: 577) Maria, Mutter unsres Herrn (nach einem älteren Alma-Redemptoris-Mater-Lied)
- 171 (alt: 486) Preis und Ehre Gott dem Herren (nach dem Gloria)
- — (alt: 572) Salve – Maria, Königin (nach einem älteren Salve-Regina-Lied)
- 785 (alt: 837 Passau) Seht unsers Herrn Erbarmen im Tempel dargestellt
- 165 (alt: 246) Send uns deines Geistes Kraft (Kyrie-Ruf)
- — (alt: 147) Sieh, dein Licht will kommen
- 84 (alt: 668, 2–4) Such uns heim mit deiner Kraft
- — (alt: 137) Tag an Glanz und Freuden groß (nach Dies est laetitiae)
- 158 (alt: 103) Tau aus Himmelshöhn (Kyrie-Ruf)

### Herausgaben
- Sonnenland/Jahresgabe für Mädchen. 1948 ff.
- Was dein Herz bewegt – Erzählungen und Essays. 1962.
- Mit Kindern singen. 1976.
- Wie Weihnachten feiern. 1977.
- Wie Ostern feiern. 1978.